# Danh sách nhà thơ Bangladesh
  Sau đây là danh sách các nhà thơ Bangladesh, sinh ra ở Bangladesh hoặc đã từng công bố nhiều bài viết của họ khi còn sống ở quốc gia này.
Đây là một danh sách chưa hoàn tất, và có thể sẽ không bao giờ thỏa mãn yêu cầu hoàn tất. Bạn có thể đóng góp bằng cách mở rộng nó bằng các thông tin đáng tin cậy.

## A
- Ahsan Habib
- Abul Hussain
- Abu Zafar Obaidullah
- Abu Hena Mustafa Kamal
- Al Mahmud
- Abul Hasan
- Arunabh Sarkar
- Abid Azad
- Alaol
- Azizur Rahman
- Anisul Hoque
- Anwar Pasha
- Abdul Mannan Syed
- Abu Hasan Shahriar
- Abdul Hye Sikder
- Abid Anwar
- Abdul Ghani Hazari

## B
- Bimal Guha
- Bonde Ali Mia

## E
- Enamul Karim Nirjhar

## F
- Farrukh Ahmed
- Fazal Shahabuddin

## H
- Helal Hafiz
- Hasan Hafizur Rahman
- Humayun Azad

## J
- Jasimuddin
- Jibanananda Das

## K
- Kazi Nazrul Islam
- Khondakar Ashraf Hossain
- Kusumkumari Das
- Hafiz Rashid Khan
- Kaykobad

## L
- Lalon Shah

## M
- Michael Madhusudan Dutt
- Mozid Mahmud
- Motiur Rahman Mollik

## N
- Nirmalendu Goon

## R
- Rudra Mohammad Shahidullah

## S
- Shah Muhammad Sagir
- Shamsur Rahman
- Syed Shamsul Huq
- Shaheed Quaderi
- Sikdar Aminul Haq
- Shah Abdul Karim

## T
- Tuhin Das